# Ehrenzeichen für deutsche Volkspflege
Ehrenzeichen für deutsche Volkspflege (Nederlands: Ereteken voor Duitse Volkshulp) werd op 1 mei 1939 door Adolf Hitler ingesteld. 
De onderscheiding nam de plaats in van het Ereteken van het Duitse Rode Kruis, die vanaf dat moment niet meer werd uitgereikt. Het decreet werd ondertekend door Hitler, Rudolf Hess, Wilhelm Frick, Franz Seldte, Joseph Goebbels, Joachim von Ribbentrop, Wilhelm Keitel en het hoofd van de presidentiële kanselarij dr. Otto Meißner.

## Statuten
Het statuut van het Ereteken voor Duitse Volkshulp, die eveneens op 1 mei 1939 uitgegeven werd, bepaalden toen de verdere details van de onderscheiding met betrekking tot de onderscheiding. Zo was het geregeld:

## Toekenningsvoorwaarden
Het Ereteken voor Duitse Volkshulp werd uitgereikt ter ere van de Rijksburgers en niet-Rijksburgers die werkten op het gebied van het welzijn van mensen. De winterwelzijnsorganisatie, het zorgen voor zieke en gewonden in vrede en in oorlog. De reddingsdienst, die de zorg van het Duitse volk, en de zorg voor het Duitse volk die nationale kameraden in het buitenland hadden verdiend, toegekende.
De vier klassen van het Ereteken waren over het algemeen bedoeld voor de volgende Wehrmachtsrangen:
- 1e Klasse: Generale (generaals);
- 2e Klasse: Oberste en Oberstleutnante (kolonels en luitenant-kolonels);
- 3e Klasse: Majore en Hauptleute (majoors en kapiteins);
- Medaille: vanaf Oberleutnant (eerste luitenant en omlaag)

## Klassen
Het Ereteken voor Duitse Volkshulp werd uitgereikt in vier klasse, hoewel er een bijzondere klasse was. Dit waren de onderstaande klasse:
De klasse in 1939
1. Ereteken voor Duitse Volkshulp, 1e Klasse (vierpuntige borstster als bijzondere klasse) (Duits: Ehrenzeichen für deutsche Volkspflege I. Stufe, vierstrahliger Bruststern als Sonderstufe)[5][6]
2. Ereteken voor Duitse Volkshulp, 1e Klasse (halsdecoratie) (Duits: Ehrenzeichen für deutsche Volkspflege I. Stufe)[5]
3. Ereteken voor Duitse Volkshulp, 2e Klasse (steckkreuz) (Duits: Ehrenzeichen für deutsche Volkspflege II. Stufe)[5]
4. Ereteken voor Duitse Volkshulp, 3e Klasse (lint) (Duits: Ehrenzeichen für deutsche Volkspflege III. Stufe)[5]
5. Medaille voor Duitse Volkshulp (Duits: Medaille für deutsche Volkspflege)[5][7]

De klasse in 1942 
1. Ereteken voor Duitse Volkshulp, vierpuntige borstster als bijzondere klasse[8]
2. Ereteken voor Duitse Volkshulp, 1e Klasse (halsdecoratie) met diamanten[8]
3. Ereteken voor Duitse Volkshulp, 1e Klasse (halsdecoratie) met eikenloof[9]
4. Ereteken voor Duitse Volkshulp, 2e Klasse (steckkreuz)[10]
5. Ereteken voor Duitse Volkshulp, 3e Klasse (lint)[10]
6. Medaille voor Duitse Volkshulp[11]

Vanaf 30 januari 1942 konden de 3e Klasse en de medaille ook met gekruiste zwaarden op het lint uitgereikt worden. Volgens het decreet van het Oberkommando des Heeres was het aanvullend dragen "met zwaarden" op de andere klasse niet toegestaan.

### Vormgeving en draagwijze van het Ereteken

#### Algemene opgave
Het ordeteken was een gelijkbenig, wit geëmailleerd, met goud omlijst Baltisch kruis, waarvan het midden het nationale embleem van het Rijk droeg. De rijksadelaar was zwart geëmailleerd en hield in zijn klauwen een omgekeerde swastika omringd door een gouden eikenloofkrans. De achterkant van de 1e en 2e Klasse was wit geëmailleerd, de 3e Klasse zonder email. Het ontwerp is afkomstig van professor Richard Klein. Het lint van de medaille was rood met wit lint.

#### 1e Klasse
Het ereteken van het 1e Klasse was 52 mm groot, en werd om de nek gedragen op een 56 mm breed lint.

#### 2e Klasse
Het ereteken van het 2e Klasse was eveneens 52 mm groot, en werd als Steckkreuz zonder lint op de linkerborst gedragen.

#### 3e Klasse
Het ereteken van het 3e Klasse was 40 mm groot, en werd ook op de linkerkant van de borst gedragen op een 30 mm brede lint.

#### Medaille voor Duitse Volkshulp

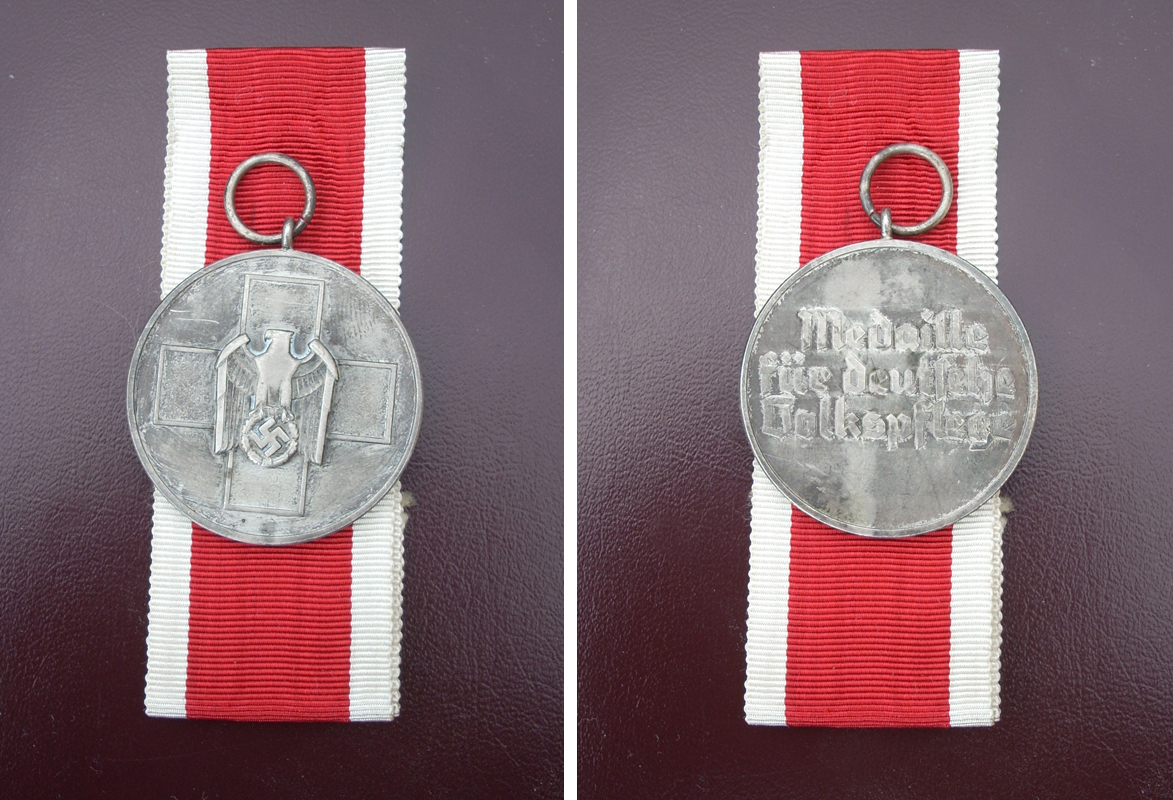
Medaille voor Duitse Volkshulp zonder Zwaarden.

De ronde "medaille voor Duitse Volkshulp" bestond uit verzilverd brons of zink en had een diameter van 38 mm. Op de voorzijde stond de afbeelding van het kruis van klasse 1 t/m 3 en op de achterkant het drieregelige opschrift: Medaille / voor Duitsland / Volkshulp. De medaille werd aan de linkerkant van de borst gedragen op een 30 mm breed lint.
 Restitutieverplichting 
Opmerkelijk voor het Ereteken voor Duitse Volkshulp was, dat zowel de medaille als ook de andere klasse bij een uitreiking van een hogere klasse teruggestuurd moesten worden naar de presidentiële kanselarij. Bij het overlijden van de gedecoreerde mochten de nabestaanden het ereteken of de medaille echter behouden.
 Rode Kruis onderscheidingen
Tijdens de uitreiking van de Ereteken voor Duitse Volkshulp, moesten de eerder toegekende Eretekens van het Duitse Rode Kruis van het overeenkomstige toegekende klasse worden afgelegd. De ietwat vage formulering van artikel 5 van deze statuten verbiedt niet noodzakelijkerwijs het doordragen van Rode Kruisonderscheidingen. In de praktijk vermengden Rode Kruis-onderscheidingen zich met het Ereteken voor Duitse Volkshulp, indien aan de gedecoreerde niet eerder een hogere klasse was toegekend.

## Uitvoeringsverordening
De uitvoeringsverordening voor de verordening betrof de instelling van het Ereteken voor Duitse Volkshulp, en werd gelijktijdig met de statuten uitgevaardigd en regelt de laatste details met betrekking tot de verleningsstaffel. Aan het einde van elke maand moesten de voorstellijsten in drievoud naar de presidentiële kanselarij worden gestuurd door de instanties die bevoegd waren om voorstellen te doen, waarbij deze lijsten op jaarbasis moesten worden genummerd en alfabetisch gerangschikt. Verloren gegaan eretekens of medailles werden niet vervangen; ze moesten op eigen kosten door de gedecoreerde opnieuw worden aangeschaft.
Eigendomscertificaat
Het voorstel voor de voordracht van het ereteken werd door de indienende instanties (zie uitvoeringsverordening) ingediend bij de staatsminister, en het hoofd van de presidentiële kanselarij. Het hoofd van de presidentiële kanselarij legde vervolgens de bijbehorende voorstellen voor aan Hitler, die er uiteindelijk over besliste. Degenen die de onderscheiding of de medaille ontvingen, ontvingen vervolgens een eigendomscertificaat ondertekend door het hoofd van de presidentiële kanselarij, dr. Otto Meißner.

## Gedecoreerden
1e Klasse (bijzondere klasse)
- Charlotte van Luxemburg
- Olga van Griekenland en Denemarken
- Maria Antonescu[8] (als enige met diamanten)
- Helena van Montenegro

1e Klasse 
- Karl Wolff[10][26][27]
- Erich Hilgenfeldt[28]
- Hugo Jury[29]

2e Klasse 
- Gottlob Berger[30]
- Erich Koch[31]
- Franz Six[32][33]
- Franz Breithaupt[34][35][36]
- Hermann Fegelein[37]
- Otto von Oelhafen[38]

3e Klasse 
- Reinhard Heydrich
- Georg-Henning von Bassewitz-Behr[39][40]

Medaille voor Duitse Volkshulp
- Josef Mengele[41]
- Max de Crinis[42]

## Na de Tweede Wereldoorlog
Het ereteken is van een hakenkruis voorzien. Dat betekent dat het verzamelen, tentoonstellen en verhandelen van deze onderscheidingen in Duitsland aan strenge wettelijke regels is onderworpen. Op 26 juli 1957 vaardigde de Bondsrepubliek Duitsland een wet uit waarin het dragen van onderscheidingen met daarop hakenkruizen of de runen van de SS werd verboden.